# 国際連合安全保障理事会決議2371
国際連合安全保障理事会決議2371（こくさいれんごうあんぜんほしょうりじかいけつぎ2371、英: United Nations Security Council Resolution 2371）は、2017年8月5日に国際連合安全保障理事会で採択された朝鮮民主主義人民共和国（北朝鮮）に関する決議。略称はUNSCR2371。

## 概要
国際連合安全保障理事会決議2371は、2017年7月4日、7月28日の北朝鮮による大陸間弾道ミサイル発射に対する決議で、過去5回の核実験の際に採択された決議1718、決議1874、決議2094、決議2270、決議2321、度重なる弾道ミサイル発射に際して採択された決議2356に引き続き、国連憲章第7章に基づく制裁行動として具体的に経済制裁に関する行動を定める第41条が言及された。

## 主な内容
- 禁輸対象品目の追加指定
  - 制裁委員会に対して禁制品の追加指定を指示[1]。
- 人に対する制裁
  - 入国禁止措置を9人追加指定[2]。
  - 国際刑事警察機構(INTERPOL)に対して制裁対象となった人物を国際手配するよう要請[3]。
- 運輸に関する制裁
  - 制裁委員会に対して決議違反に関連する行動をしていた船舶を指定し、各国に対して入港禁止を命じる権限を与える[注釈 1][4]。
  - 各国が北朝鮮籍の船をチャーターすることも禁止と明確化[5]。
- 金融制裁
  - 資産凍結対象として9人、4団体を追加指定[6]。
    - 外交・領事使節団の活動や国連、国連と調整の上行われる人道活動を目的にした朝鮮貿易銀行(FTB)、朝鮮民族保険総会社(KNIC)との金融取引は除外[7]。

  - 銀行以外でも銀行の提供するものに相応する金融サービスを提供する企業を金融機関と見なすことを明確化[8]。
- 企業活動の制限
  - 制裁委員会の承認のない北朝鮮との新たな合弁企業や共同事業体の設立禁止[注釈 2][9]。
- 資源等の禁輸措置（北朝鮮からの輸入規制強化）
  - 北朝鮮原産の石炭の禁輸[注釈 3][10]
  - 海産物の禁輸[11]
  - 鉛および鉛鉱石の禁輸[12]
  - 各国に派遣された北朝鮮労働者の総数を決議採択時点の人数を上限に制限[13]

## 成立の経緯
- 2017年7月4日 - 北朝鮮が弾道ミサイルを発射。高度2802km、933km飛行し日本の排他的経済水域内に落下[14]。
- 2017年7月28日 - 北朝鮮が弾道ミサイルを発射。高度3700km、1000km飛行し日本の排他的経済水域内に落下[15]。
- 2017年8月5日 - 国連安保理で制裁を追加・強化する決議が全会一致で採択される。